# Irving Park (ligne brune du métro de Chicago)
Pour les articles homonymes, voir Irving Park.
 Irving Park est une station aérienne de la ligne brune du métro de Chicago située au nord-ouest de la ville dans le quartier de North Center. Elle est située à égale distance (soit 800 mètres) de Damen au nord et de Addison au sud.

## Description
La station a été inaugurée le 18 mai 1907 sur la Ravenswood Line par la Northwestern Elevated. 
Jusqu’en 2006 et au lancement des travaux liés au Brown Line Capacity Expansion Project, la station fut très peu modifiée. 
Elle  fut fermée le lundi 3 décembre 2007 pendant douze mois afin d’être reconstruite sous la responsabilité de la société James McHugh Construction. 
La nouvelle station est composée  d’une devanture en verre encadrés par des meneaux en aluminium et de deux tours d’ascenseurs ont été construites pour permettre aux passagers à mobilité réduite d’atteindre les quais. 
Irving Park fut rouverte le 6 décembre 2008 en présence du maire de Chicago Richard M. Daley et Ron Huberman, le président de la Chicago Transit Authority (CTA).

## Les correspondances avec lebus
Avec les bus de la Chicago Transit Authority :
- #80 Irving Park
- #X80 Irving Park Express

## Dessertes
| Nord/Ouest            |  |             |  | Sud/Est                             |
| --------------------- |  | ----------- |  | ----------------------------------- |
| Montrose vers Kimball |  | ligne brune |  | Addison vers Kimball via Clark/Lake |
| modifier sur Wikidata |  |             |  |                                     |